# Lorrainosaurus
Lorrainosaurus (лат.) — вымерший род плиозаврид из группы Thalassophonea, обитавших в среднем юрском периоде. Типовой и единственный вид Lorrainosaurus keileni обнаружен в Лотарингии, Франция.

## Открытие и этимология
Голотипный образец (MNHNL BU159) был открыт во время срезания грунта для модернизации дороги между коммунами Монтуа-ла-Монтань и Сент-Мари-о-Шен в Лотарингии, Франция. Остатки состоят из почти полной нижней челюсти, коракоида, плечевой кости, зуба и фрагментов верхней челюсти и передней конечности. Окаменелости были собраны на участке Марн-де-Гравелот — мергелевых отложений байосского века среднего юрского периода, около 168 млн лет. Образец впервые описал палеонтолог Паскаль Годфруа в 1994 году и определил как новый вид в составе рода Simolestes — S. keileni.
Родовая принадлежность подверглась сомнению у Noè (2001), но только в 2021 году Свен Сачс из Музея естественной истории Билефельда приступил к новому детальному исследованию. Его результаты Сачс опубликовал с многочисленными соавторами в 2023 году: у MNHNL BU159 больше характерных признаков, чем у Simolestes. Это послужило основанием для выделения нового рода Lorrainosaurus, чьё название образовано словослиянием Лотарингии (фр. Lorraine) и др.-греч. σαῦρος (sauros) — рептилия.

## Описание
Lorrainosaurus — весьма мелкий плиозаврид. При экстраполяции длины полной нижней челюсти голотипа (133 см) к пропорциям близкородственного Stenorhynchosaurus, известного по почти полному скелету с нижней челюстью, составляющей треть от общей длины животного, полная длина L. keileni оценивается в 4,66 м.

## Заметки
1. ↑  Предположение из публикации Páramo-Fonseca et al. (2019), где общая длина образца Stenorhynchosaurus с 200-сантиметровой нижней челюстью оценивается в 7 м[5]. Это означает, что нижняя челюсть составляет около 28,6% от общей длины.